# 嘉義基督教醫院

## 簡介

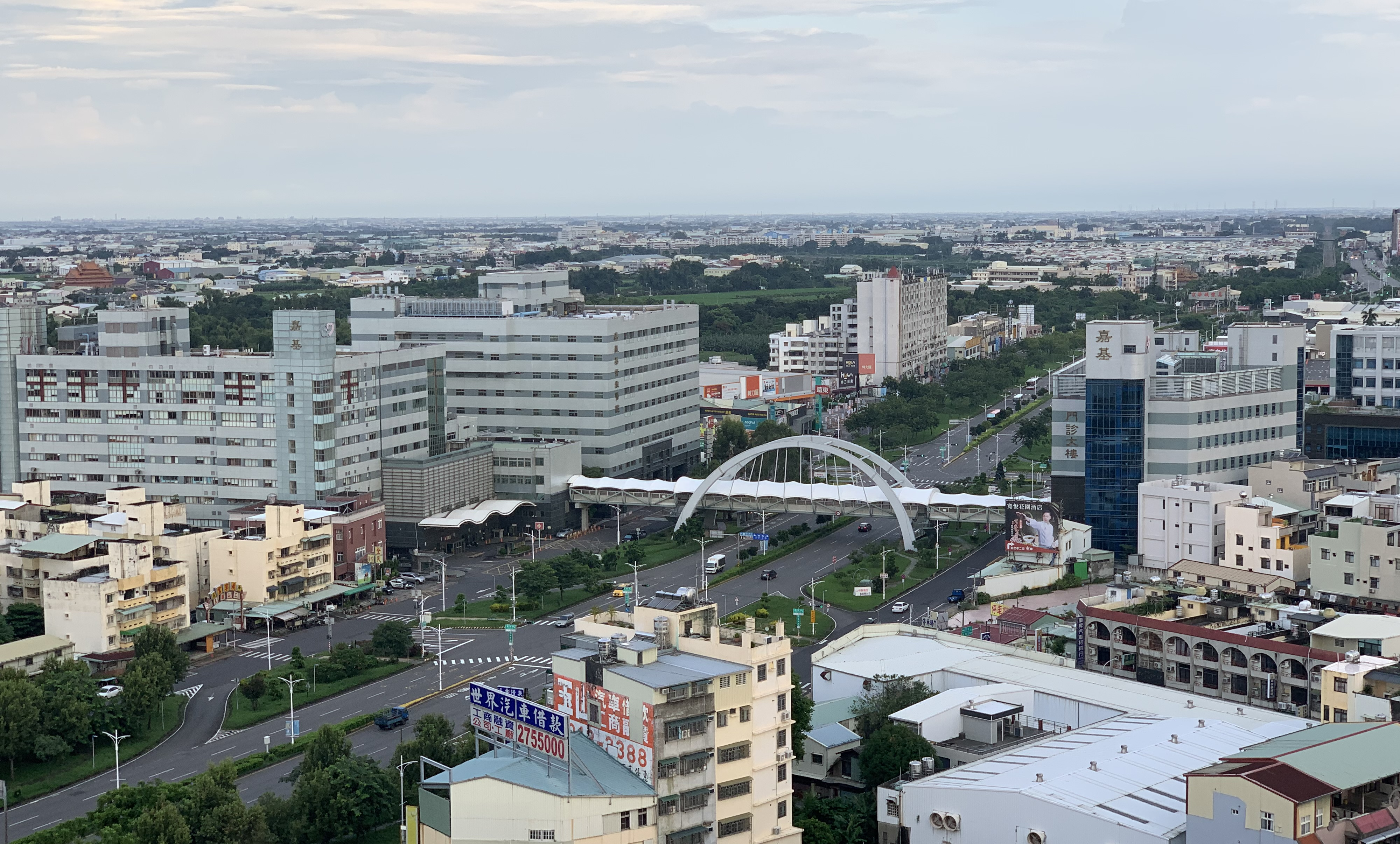
位於嘉義市東區的嘉義基督教醫院，以天橋連結忠孝路兩邊的院區建築

戴德森醫療財團法人嘉義基督教醫院，簡稱嘉基醫院、嘉基、CYCH，位於臺灣嘉義市。於1958年由美國自由信義會（Lutheran Free Church）所派遣的醫療宣教士戴德森醫師（Dr. Marcy L. Ditmanson）創立。現為嘉義市重度急救責任醫院。具備臺灣中大型醫院少有的「連續性照護體系」，整合醫療衛生與社區服務資源，亦投入阿里山偏鄉醫療、海外義診、社區長照等工作。近年陸續啟用智慧手術大樓、急重症醫學中心等空間。

## 宗旨
本著耶穌基督愛人如己的心，提供優質的全人關懷與醫療照護。

## 歷史沿革

#### 1950年代
1957年，美籍宣教士戴德森醫師來臺，以摩托車環島考察醫療分布狀況，於1958年選定嘉義展開醫療傳道工作。初期，戴德森先於嘉義王田里自宅診治病人，並至阿里山、新港、北港、東石等地進行巡迴醫療義診。隔年，八七水災重創嘉義，戴德森亦投入醫療救助工作。

#### 1960-1980年代
1961年，戴德森設立嘉基的前身──嘉義信義會診療所，並利用看診之餘奔波醫院籌建事宜，在盧萬德夫婦協助下，順利購得嘉義市北邊一處具發展潛力的土地。1962年，三十床規模的嘉義基督教醫院正式落成啟用，多名外籍宣教士先後提供援助，如開創兒科的倪安華（Dr. Andre Jon Nelson）、創建藥局制度的閔克難（Mr. Esko Mikkola）、護理專業的傅珍珠（Ms. Margaret Friberg）等。直至1981年，戴德森醫師退休，由本國籍的陳博憲醫師接任院長，外援陸續撤出，嘉基遂進入獨立自給的階段。

#### 1990-2000年代
1991年，嘉基成為區域教學醫院，邁入新里程碑，陸續開展安寧病房、海外醫療宣教、移工關懷等工作。千禧年前後，嘉基以「無圍牆的醫院」為理念，開辦多項社區服務，服務範圍包含老人、身心障礙者及發展遲緩兒童等，並整合自身醫療資源，逐步建構「連續性照護體系」，從前期健康促進、急性/亞急性醫療，延伸至後期的慢性醫療及長期照顧，將近400人的社區服務團隊為雲嘉地區最具規模。

## 歷任院長
| 姓名   | 就任期間            | 備註                       |
| ------ | ------------------- | -------------------------- |
| 戴德森 | 第一任（1962-1968） |                            |
| 張一正 | 代 理（1968-1972）  | 戴德森返回美國進修骨科期間 |
| 林捷苑 | 第二任（1972-1979） | 戴德森返回美國進修骨科期間 |
| 戴德森 | 第三任（1979-1981） |                            |
| 陳博憲 | 第四任（1981-1987） | 現為嘉基兒童醫學科主治醫師 |
| 翁瑞亨 | 第五任（1987-2000） |                            |
| 陳誠仁 | 第六任（2000-2018） | 現為嘉基失智症整合中心主任 |
| 姚維仁 | 第七任（2018-2024） | 現為嘉基核子醫學科主治醫師 |
| 陳 煒  | 第八任（2024-迄今） | 現為嘉基胸腔內科主治醫師   |

## 組織架構
現有33個診療科別，並設有護理部、院牧部、教學部、醫學研究部、社區健康部、社區服務部等部門。另設立38個委員會及25個行政單位。（2024年）

#### 醫療及醫事單位
| 部門       | 單位名稱 |
| ---------- | --- |
| 內科部     | 一般內科、心臟血管科、腸胃肝膽科、腎臟內科、胸腔內科、重症內科、神經內科、血液腫瘤科、過敏免疫風濕科、內分泌新陳代謝科、感染科、營養科、整合醫學科、老年醫學科           |
| 外科部     | 一般外科、心臟血管外科、神經外科、泌尿外科、胸腔外科、整形外科、大腸直腸外科、外傷科、重症科                                                                             |
| 兒童醫學部 | 一般兒童醫學科、兒童代謝內分泌科、兒童過敏免疫科、兒童血液腫瘤科、兒童腦神經科、兒童感染科、兒童腎臟科、兒童胃腸科、兒童外科、兒童心臟科、新生兒科                       |
| 骨科部     | 運動醫學及肩肘外科、骨折創傷科、關節重建科、足踝外科、脊椎科、骨病科、手外科、小兒骨科                                                                                   |
| 口腔醫學部 | 家庭牙醫科、口腔顎面外科、贗復牙科、齒顎矯正科、牙髓病科、牙周病科、特殊需求者口腔醫學科                                                                                 |
| 急診醫學部 | 兒童急診科、成人急診科、災難醫學科、急診外傷科、觀察醫學科、急救技能訓練中心                                                                                             |
| 婦產部     | 產科、婦科、生殖內分泌科 |
| 中醫部     | 骨傷科、針灸科、婦產科、小兒科、內科、家庭暨社區醫學科 |
| 麻醉部     | 神經麻醉科、疼痛與區域麻醉科、婦兒麻醉科、心胸麻醉科 |
| 醫事部     | 影像醫學科、放射腫瘤科、核子醫學科、復健科、復健治療科、檢驗醫學科、病理科、藥劑科、營養科                                                                               |
| 獨立科別   | 眼科、耳喉鼻科、皮膚科、精神科、家庭醫學科 |
| 中心單位   | 睡眠醫學中心、減重中心、骨鬆中心、癌症中心、神經修復重建中心、脊椎微創中心、安寧緩和療護中心、醫學美容中心、臨床心理中心、術後加速康復中心、健康管理中心、失智症整合中心 |

#### 社區單位
| 部門       | 單位名稱 |
| ---------- | --- |
| 社區健康部 | 社區護理室、長照暨醫療整合中心、部落健康中心、職業醫學中心、健康事業發展中心、好消息協談中心                             |
| 社區服務部 | 長照服務發展中心、再耕園(嘉義市身心障礙綜合園區)、長青園(嘉義市長青服務綜合中心)、早療中心(嘉義縣市兒童發展通報轉介中心) |

## 醫療奉獻獎得主
醫療奉獻獎是財團法人厚生基金會與衛生福利部共同主辦的獎項。與嘉義基督教醫院相關獲獎人如下表：
| 屆數       | 年份 | 獲獎人       |
| ---------- | ---- | ------------ |
| 第六屆     | 1996 | 戴德森醫師   |
| 第六屆     | 1996 | 閔克難藥劑師 |
| 第十六屆   | 2006 | 翁瑞亨醫師   |
| 第十七屆   | 2007 | 陳博憲醫師   |
| 第二十屆   | 2010 | 陳青芯督導   |
| 第二十八屆 | 2018 | 陳誠仁醫師   |

## 大事記

#### 創院初期[12]
- 1957年3月，戴德森醫師受美國自由信義會差派，抵臺開展醫療傳道工作。
- 1959年8月，八七水災發生，戴德森率領醫療團進行義診並發送物資。後於新港埤子頭、月眉潭、東石栗仔崙、雲林北港等處設立巡迴醫療據點。
- 1962年4月29日，舉行「嘉義基督教醫院」落成感恩禮拜，第一期30張病床建築完成。
- 1964年-1986年，與美國明尼蘇達州信義會女執事醫院（The Lutheran Deaconess Hospital School of Nursing）締結姐妹醫院，以獎學金方式每年派一位畢業生到嘉基協助護理工作兩年。高路得 ( Ms. Ruth Gochnauer )為首位到院服務的畢業生。
- 1965年8月，芬蘭信義會宣教士協會（Finnish Missionary Society, F.M.S.）差派閔克難（Mr. Esko Mikkola）藥劑師至嘉基。
- 1967年9月，增建2樓病房與北側門診部工程；艾弗遜小兒麻痺中心（Alfson Polio Center）完成，舉行擴建奉獻禮拜。[13]
- 1968年5月，戴德森醫師為治療小兒麻痺病童，返美進修骨科，學習脊椎矯正技術。
- 1968年9月13日，傅珍珠教士（Ms. Margaret Friberg）至嘉基擔任第三任護理主任。
- 1975年1月20日，舉行兩層樓外科醫療大樓落成感恩禮拜，醫院擴充為120床規模。
- 1975年8月，美籍倪傑先生（Mr. Judd C. Nelson）至嘉基擔任志工，將餘生奉獻給嘉基以及小兒麻痺病人。
- 1975年9月，美國信義會宣教士倪安華醫師（Dr. Andre Jon Nelson）至嘉基創立小兒科，並設立四床新生兒加護病床，開啟嘉雲南地區早產兒照護工作。

#### 走向自立
- 1981年10月，戴德森醫師院長退休，由小兒科陳博憲醫師接任第四任院長，從此展開本國人經營時期，結束國外援助經費。[14]
- 1983年1月，經行政院財政部核定為雲嘉南地區第一家會計制度完備之醫院，收據可作為綜合所得稅扣除額之憑證。
- 1985年10月22日，舉行綜合大樓落成感恩禮拜。
- 1988年4月，通過「地區教學醫院」（三級教學醫院）評鑑。
- 1991年5月，通過「區域教學醫院」（二級教學醫院）評鑑。
- 1992年11月，嘉基醫療短宣隊前往寮國永珍進行義診，此為嘉基首次海外醫療行動。
- 1993年12月9日，舉行「戴德森紀念大樓」落成感恩禮拜，醫院擴充為410床規模。
- 1995年，成立嘉義地區第一個安寧病房。
- 1996年11月，成立嘉基泰勞服務中心（暹羅園）。
- 1997年6月，成立嘉基菲勞福音中心。
- 1998年，成立居家服務中心（現為長照服務發展中心）。
- 1999年9月，成立嘉基附設護理之家。

#### 成長茁壯
- 2000年3月，承接嘉義縣市政府委託辦理「嘉義縣市發展遲緩兒童通報轉介中心」（早療中心）。
- 2000年6月27日，創院院長戴德森醫師於美國亞歷桑納州自宅逝世，享年81歲。
- 2001年10月，D棟醫療大樓落成，醫院擴充為1,000床規模。
- 2002年4月18日，成立「星愛兒童日間病房」，此為雲嘉地區第一個兒童自閉症日間病房。
- 2003年3—6月，SARS（嚴重急性呼吸症候群）期間，全體員工齊心對抗疫情。
- 2003年12月，承接嘉義市政府委託經營之身心障礙綜合園區「再耕園」開幕。
- 2004年2月，建構醫療影像儲通系統（Picture archiving and communication system，PACS），進入無片化時代。[15]
- 2004年3月，承接國民健康局委託辦理阿里山鄉南三村「安全社區營造」，開全國先例，於隔年獲世界衛生組織安全社區認證，成為第93名會員。[16]
- 2007年10月，承接嘉義市政府委託經營之長青綜合服務中心「長青園」開幕。
- 2008年4月，創院五十週年，創院院長戴德森夫人司榮寶女士、家人、及外籍宣教士共21人來臺參與院慶活動。
- 2009年，門診電子病歷系統上線，獲國家品質標章SNQ評為「全臺啟動電子病歷最快的醫院」。[15]
- 2009年7月，成功完成臺灣首例、全世界第13例「雙下肢截肢重建手術」。[17]
- 2010年2月1日，東院區門診大樓及忠孝天橋落成啟用。
- 2011年6月24日，原第一門診大樓更名為「倪傑紀念大樓」，紀念嘉基第一位志工倪傑先生。
- 2012年，全國首創門診健保卡插卡報到系統。[18]
- 2015年1月，通過「重度級急救責任醫院」評鑑。
- 2019年6月，獲國際醫療促進協會頒發「國際醫療典範團體獎」。
- 2019年11月，獲行政院環保署第一屆「國家企業環保獎-銅級獎」。

#### 近年發展
- 2020年1月，召開第一次COVID-19（新冠肺炎）應變會議。
- 2020年7月，參與援助友邦史瓦帝尼「孕產婦及嬰兒保健功能提升計畫」，獲「國際醫療典範團體獎」及「外交之友貢獻獎」。
- 2021年1月，以高齡友善服務獲SNQ國家品質標章銀獎（亞洲第一）。[19]
- 2021年11月，獲原住民族委員會第15屆原曙獎「健康醫療照顧類傑出成就獎」。
- 2022年9月23日，舉行「智慧手術大樓」落成啟用感恩禮拜。
- 2023年3月，姚維仁院長率團前往美國明尼蘇達州進行「尋根之旅及梅約醫學中心參訪」。
- 2023年12月，完成國際人道醫療極重度脊椎側彎手術，紀錄影片獲中華民國醫師公會「臺灣醫療報導獎」新媒體類優勝。[20]
- 2024年11月，舉行「急重症醫學中心」啟用揭牌記者會。
- 2024年12月，獲衛生福利部「癌症診療品質認證」最高榮譽優等獎，全國僅2家醫院獲獎。[21]
- 2024年12月，獲衛生福利部「就醫無礙標竿競賽-醫院門急診組-友善就醫組」銀獎。
- 2025年3月，舉行「新正子造影中心」啟用記者會。[22]
- 2025年4月，舉行第一屆「嘉基愛+1 八福公益路跑」活動。[23]

## 出版物
| 書名                                             | 作者 | 出版年 | 出版單位             |
| ------------------------------------------------ | --- | ------ | -------------------- |
| 《戴德森-一個沒有自己的人》                      | 總策畫/郭明昌 | 1997   | 嘉義基督教醫院院牧部 |
| 《踏在愛的第二里路：嘉義基督教醫院60年愛的傳承》 | 蔡淑娟 | 2018   | 博士門               |
| 《醫療照護的質性研究：邁向全人醫療照護的反思》   | 主編/張麗珍 齊偉先 林昱瑄 作者/齊偉先 李黛妮 黃郁惠 洪翠蓮 蔡春美 楊惠華 謝依靜 李陳淑貞 張麗珍 吳欣玫 盧敬文 黃明華 | 2023   | 嘉義基督教醫院       |
| 《因愛‧純粹-記為嘉義基督教醫院奉獻過的宣教士》   | 劉淑慎 | 2023   | 嘉義基督教醫院       |
| 《心之所向-上篇 戴德森醫師的一生》               | 劉淑慎 | 2024   | 嘉義基督教醫院       |
| 《心之所向-下篇 戴德森醫師的一生》               | 劉淑慎 | 2024   | 嘉義基督教醫院       |
| 《陪伴 敘說生命起落》                            | 嘉義基督教醫院護理師                                                                                                 | 2024   | 張老師文化           |
| 《擁抱慢慢猴》                                   | 文/陳櫻慧 圖/何國裕                                                                                                  | 2025   | 嘉基早療             |
| 《慢慢猴的生日大冒險：醫療篇》                   | 文/陳櫻慧 圖/何國裕                                                                                                  | 2025   | 嘉基早療             |
| 《小鄒記神話》                                   | 文/安淑美 汪啟聖 湯進賢 安玉蘭 萬淑鳳 圖/陳恩冕                                                                      | 2025   | 嘉基早療             |

## 圖集

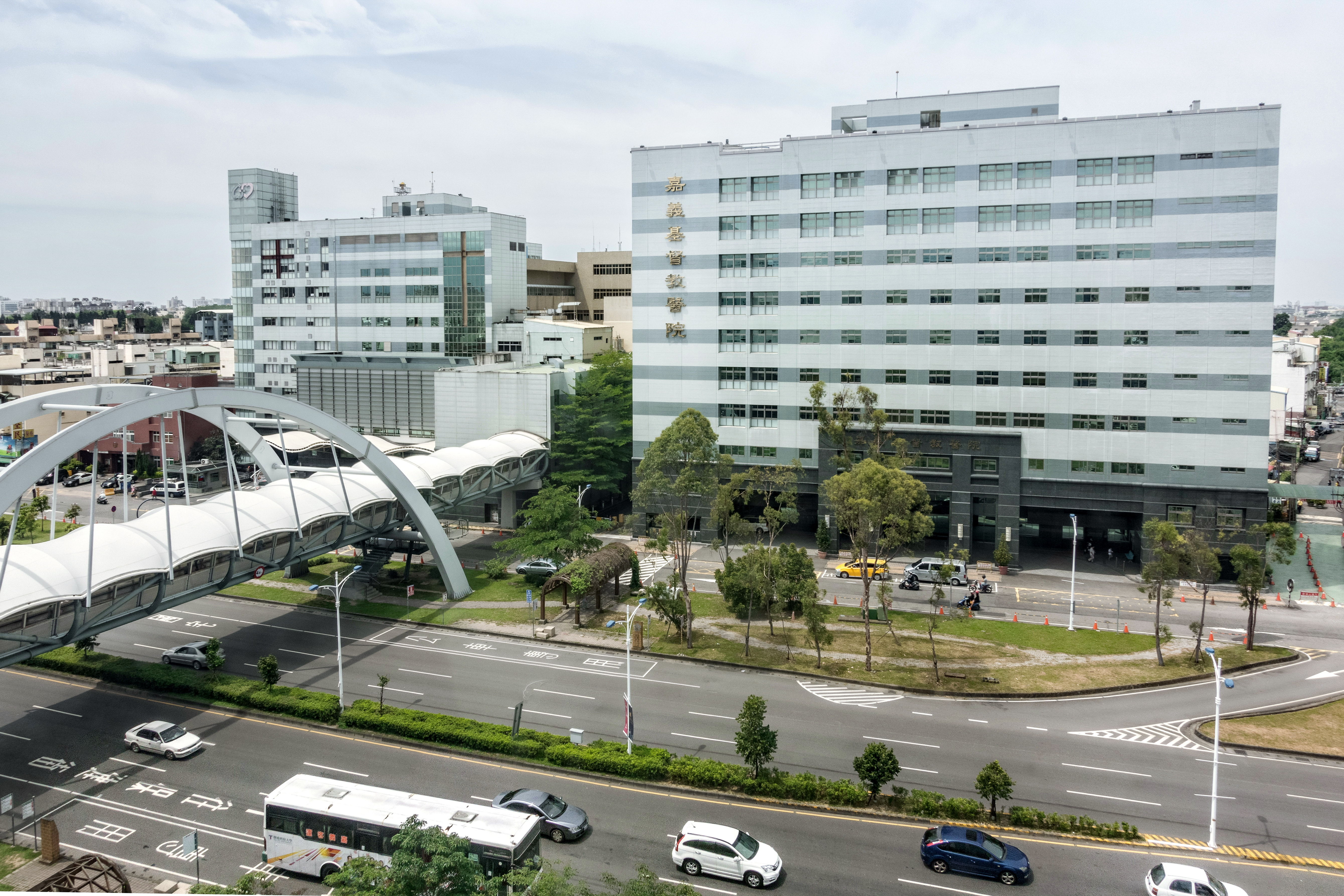
住院大樓與天橋
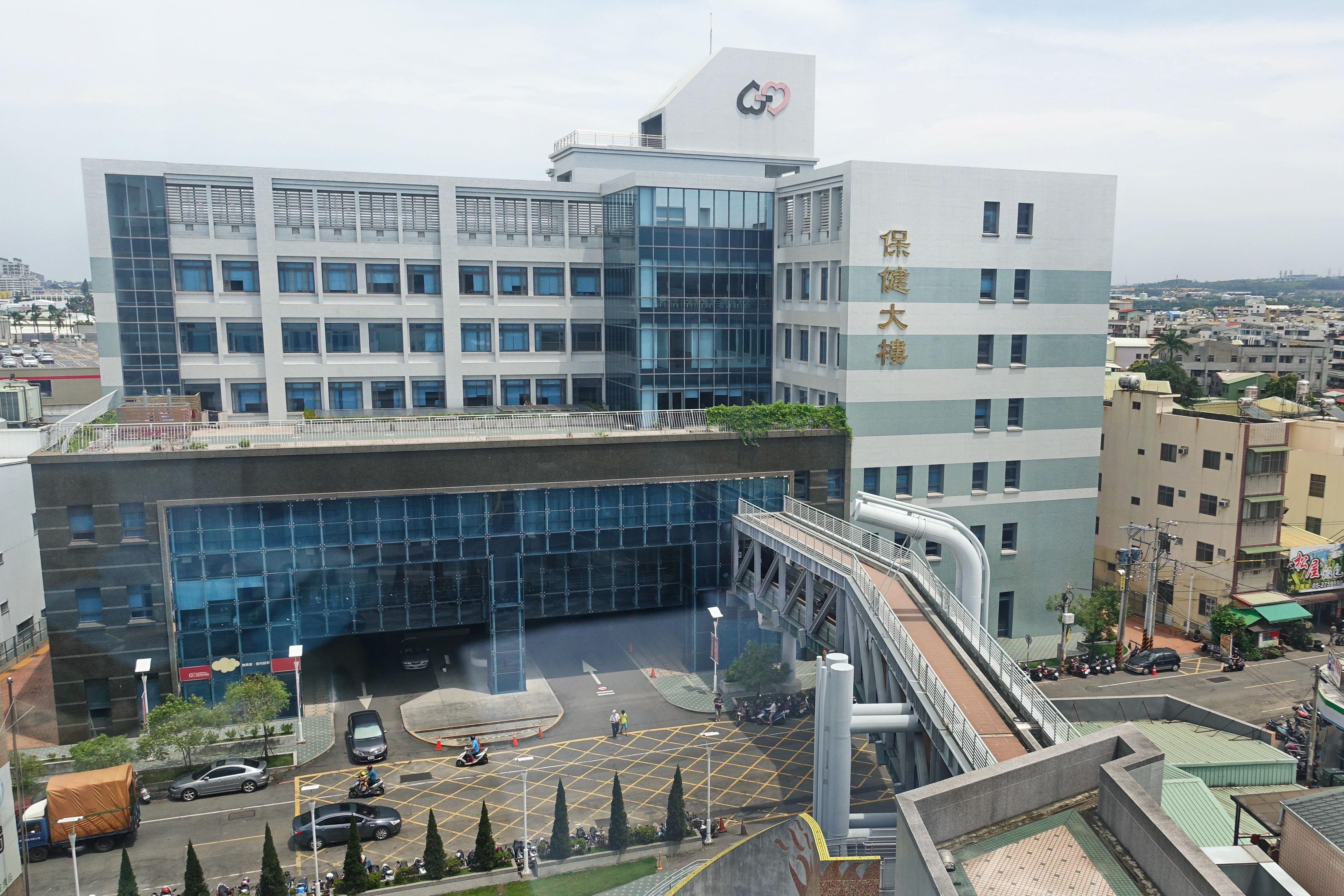
保健大樓與天橋
路加堂(國際會議廳與員工訓練中心)
嘉義市再耕園
嘉義市長青園

## 外部連結
- 嘉義基督教醫院（页面存档备份，存于）